# لی گا هیون
لی گا هیون (کره‌ای: 이가현؛ زادهٔ کواک گا هیون در ۱۸ مه ۱۹۸۸) بازیگر اهل کره جنوبی است. او برندهٔ عنوان جین در دوشیزه سئول ۲۰۱۳ بوده است و به عنوان شرکت کننده در مراسم دوشیزه کره ۲۰۱۳ حضور داشته است.

## فیلم‌شناسی

### فیلم
| سال  | عنوان                          | نقش                                              |
| ---- | ------------------------------ | ------------------------------------------------ |
| ۲۰۰۸ | داچیماوا لی                    | دوست مادام جانگ (حضور افتخاری)                   |
| ۲۰۰۹ | دوست دختر من یک مأمور مخفی است | دانش آموز دبیرستانی در خانه جن‌زده (حضور افتخاری) |
| ۲۰۱۴ | سانتا باربارا                  | دختر در افتتاحیه کافه (حضور افتخاری)             |

### مجموعه تلویزیونی
| سال  | عنوان                                | نقش/توضیحات    | شبکه    |
| ---- | ------------------------------------ | -------------- | ------- |
| ۲۰۰۹ | بازگشت ایلجیما                       | بونگ هی        | ام‌بی‌سی  |
| ۲۰۰۹ | شام چی داریم؟                        |                | ام‌بی‌سی  |
| ۲۰۰۹ | بانوی زیبای من                       | لی جین جو      | کی‌بی‌اس۲ |
| ۲۰۱۰ | همه چیز دربارهٔ ازدواج                | نویسنده جونگ   | کی‌بی‌اس۲ |
| ۲۰۱۱ | درام ویژه – کاهش وزن پرنسس هواپویونگ | جونگ نام       | کی‌بی‌اس۲ |
| ۲۰۱۲ | دکتر اسب                             | ملکه میونگ‌سونگ | ام‌بی‌سی  |
| ۲۰۱۶ | قمارباز سلطنتی                       | هوا جین        | اس‌بی‌اس  |